# Бертран V де Ла Тур-д’Овернь
Бертран V де Ла Тур д’Овернь (фр. Bertrand V de la Tour d’Auvergne; ок. 1400 — 22 марта 1461) — граф Оверни и Булони с 1437 года (Булонь находилась под властью сначала англичан, потом бургундцев, и его правление в этом графстве было номинальным).

## Биография
Родился ок. 1400 г. Сын Бернара IV, сеньора де ла Тур и де Монгаскон (ум. 1423), и Марии, графини Оверни и Булони (ум. 1437).
После смерти отца унаследовал сеньории Тур и Монгаскон, после смерти матери — её графства.
С 1424 г. участвовал в Столетней войне на стороне французского короля.
В 1416 году женился на Жакетте дю Пешен, дочери и наследнице Луи дю Пешена, владельца сеньорий Пешен, Леру, Монсель и Артонн. Дети:
- Бертран VI (1417—1494), граф Оверни и Булони
- Годфруа (ум. 1469), сеньор Монгаскона
- Габриэлла (ум. 1486), жена Луи I де Бурбона, графа Монпансье и дофина Оверни
- Изабелла (ум. 1488), 1-й муж (1450) Гильом бе Блуа-Шатильон, виконт Лиможа, 2-й муж (1457) — Арно Аманьё д’Альбре.
- Луиза (ум. 1469), муж — Жан V, сир де Креки (ум. 1474)
- Бланш, аббатиса в Клермоне.

Также у Бертрана V был незаконнорожденный сын — Тибо (ум. 1499), епископ Систерона.
В 1445 году Бертран V передал старшему сыну сеньорию Тур, младшему — Монгаскон.